# Lidia Chojecka
Lidia Chojecka-Leandro (Siedlce, Polonia, 25 de enero de 1977) es una atleta polaca especializada en las pruebas de 1500 m y 3000 m, en las que consiguió ser campeona europea en pista cubierta en 2007.

## Carrera deportiva
En el Campeonato Europeo de Atletismo en Pista Cubierta de 2005 ganó el oro en los 3000 metros, por delante de la austriaca Susanne Pumper  y la alemana Sabrina Mockenhaupt.
En el Campeonato Mundial de Atletismo en Pista Cubierta de 2006 ganó la medalla de bronce en los 3000 metros, llegando a meta en un tiempo de 8:42.59 segundos, tras la etíope Meseret Defar y la rusa Liliya Shobukhova (plata con 8:42.18 segundos).
Al año siguiente, en el Campeonato Europeo de Atletismo en Pista Cubierta de 2007 ganó dos medallas de oro: en 1500 metros con un tiempo de 4:05.13 segundos por delante de las rusas Natalia Pantelieva y Olesya Chumakova, y en 3000 metros, con un tiempo de 8:43.25 segundos, por delante de la española Marta Domínguez y la italiana Silvia Weissteiner (bronce).